# Luftfahrt

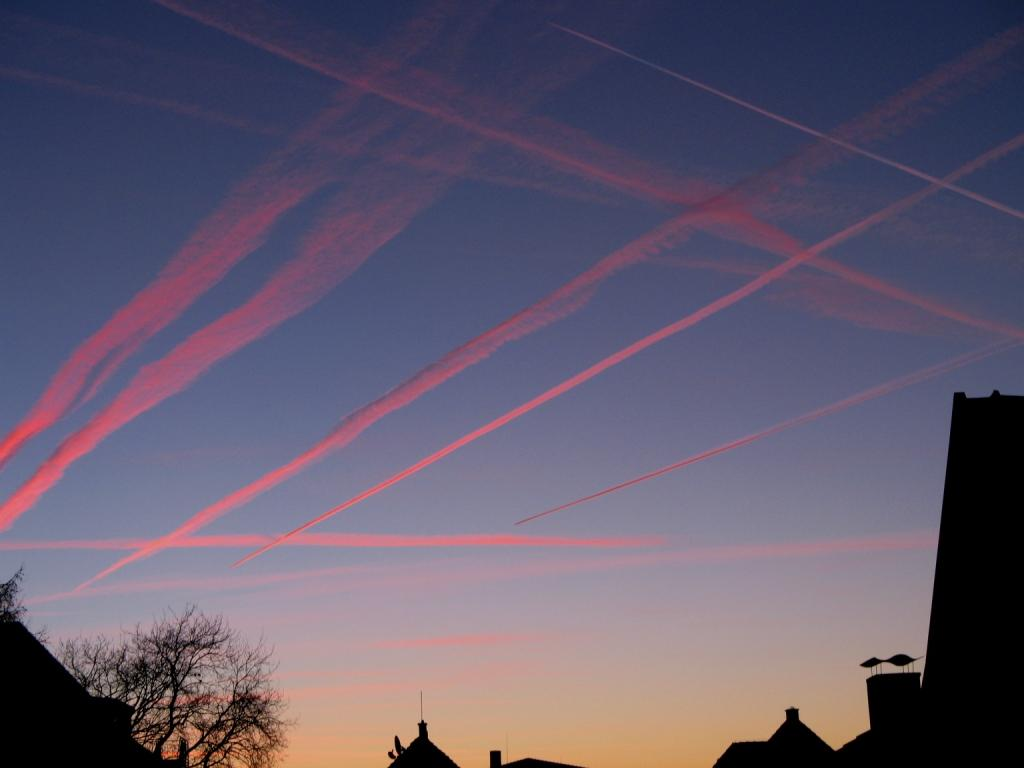
Kondensstreifen zeigen die Verkehrsdichte

Die Luftfahrt, auch Fliegerei, Aviatik, Aeronautik oder seltener Flugkunst, ist die Benutzung des Luftraums durch Luftfahrzeuge (auch Fluggeräte) innerhalb der Erdatmosphäre ohne Verbindung zur Erdoberfläche (Ausnahme: Bodeneffektfahrzeuge). Der Begriff umfasst alle Personen, Unternehmen, Tätigkeiten und Teilgebiete (auch auf dem Boden), die den Betrieb von Luftfahrzeugen betreffen.
Juristisch wird die Bezeichnung Luftverkehr verwendet (siehe Luftverkehrsgesetz). Zum ingenieurwissenschaftlichen Bereich siehe Luft- und Raumfahrttechnik.

## Geschichte
Siehe auch:
- Listen von Luftfahrt-Zwischenfällen
- Liste bekannter Personen der Luftfahrt

## Herkunft der Bezeichnungen
Die Bezeichnung „Luftfahrt“ wurde im 19. Jahrhundert in Anlehnung an die Seefahrt geprägt. Diese Verwandtschaft hat sich bis heute darin erhalten, dass für Luftschiffe das Verb „fahren“ gebraucht wird. Der weitgehend veraltete Begriff Aeronautik (altgriechisch ἀήρ aēr „Luft“ und -nautik; französisch aéronautique, englisch aeronautics) stammt ebenfalls aus der Zeit der Luftschiffe (zum Beispiel Ballone oder Zeppeline).
Aviatik leitet sich von lateinisch avis „Vogel“ ab. Dieselbe Herkunft hat im Französischen und Englischen das Wort aviation, das ebenfalls „Luftfahrt“ bedeutet.
Gelegentlich wird das Wort Aviation (mit englischer Aussprache) als Fremdwort im Deutschen verwendet; zum Beispiel bezeichnete sich die Lufthansa als „Aviation-Konzern“, inzwischen jedoch als Luftverkehrskonzern.

## Unterscheidungen nach Einsatz
Man unterscheidet zwei Bereiche bzw. Arten der Luftfahrt:

### Zivile Luftfahrt
Die zivile Luftfahrt kann man aufteilen in:
- Gewerbsmäßige Luftfahrt

Dies ist regelmäßiger, öffentlicher und kommerzieller Luftverkehr bzw. Charter- und Gelegenheitsverkehr.
- Allgemeine Luftfahrt

Dazu gehören der private Luftsport, kommerzielle Geschäftsflüge, aber auch Flüge mit hoheitlichem Auftrag, beispielsweise solche der Polizei oder der Luftrettung.

### Militärische Luftfahrt
Dies betrifft jeglichen Flugbetrieb mit militärischen Luftfahrzeugen oder zu militärischen Zwecken.

## Unterscheidung nach Prinzip
Bei der Luftfahrt wird außerdem nach der Art des Auftriebs in zwei Arten eingeteilt:
- Schwerer als Luft (dynamischer Auftrieb): Flugzeuge, Hubschrauber, Bodeneffektfahrzeuge
- Leichter als Luft (statischer Auftrieb): Ballone, Luftschiffe (Zeppelin als der bekannteste Vertreter)

Weiter gibt es noch sog. Hybridluftschiffe, die sich beide Auftriebsarten zunutze machen. Schließlich gibt es noch Luftfahrzeuge ohne Auftrieb, welche durch Rückstoß fliegen. Diese haben sich aber in der Luftfahrt bisher nicht etabliert.

## Internationale Luftfahrt
Zur Koordination in der internationalen Luftfahrt sind zahlreiche Übereinkommen geschlossen worden, zum Beispiel im Dezember 1944 das Chicagoer Abkommen, mit dem die International Civil Aviation Organization (ICAO) gegründet wurde. Als einheitliches Alphabet wurde für die Luftfahrt das ICAO-Alphabet festgelegt. Uhrzeiten werden grundsätzlich in UTC angegeben.
Die International Air Transport Association (IATA) ist der Dachverband von weltweit 250 Fluggesellschaften an, die rund 94 % aller internationalen Flüge durchführen.

## Luftfahrt und Treibhauseffekt

### Treibhausgasemissionen
Der Anteil des Flugverkehrs an den weltweiten CO2-Emissionen des Verkehrs betrug lt. IPCC im Jahre 1999 etwa 12 %. Der Anteil an allen globalen CO2-Emissionen beträgt rund 2,4 %.
Der Anteil der Luftfahrt an der weltweit durch Menschen verursachten globalen Erwärmung beträgt laut einer 2020 erschienenen internationalen Studie etwa 3,5 Prozent (1,5 Prozent durch CO2-Emissionen, 2 Prozent durch Nicht-CO2-Effekte). Eine 1999 veröffentlichte IPCC-Studie kam ebenfalls auf einen Anteil von etwa 3,5 Prozent. Die Berechnungen des flugverkehrkritischen Netzwerks Stay Grounded und der Umweltorganisation Robin Wood ergeben einen Beitrag von 5,9 % des Erderwärmungseffekts aller vom Menschen verursachten Treibhausgasemissionen im Jahr 2018 unter Einbeziehung der Nicht-CO2-Effekte. In der Schweiz betrug der Anteil gemäß WWF Schweiz 18,8 % (nationale und internationale Luftfahrt) bei einem weltweiten Durchschnitt von 5 %.
Eine bedeutendere Rolle als früher angenommen spielen nach Forschungsergebnissen von 2019 die aus Wasserdampf und Ruß aus den Abgasen der Flugzeuge entstehenden Kondensstreifen. Besonders die sich in etwa acht Kilometer Höhe bildenden Eiswolken würden die Wärmeabstrahlung von der Erde ins All verhindern und stärker zur Erderwärmung beitragen als das von Flugzeugen emittierte CO2.

### Maßnahmen
Mit dem EU-Emissionshandel (Emissions Trading Scheme, ETS), der am 1. Januar 2005 europaweit in Kraft trat, versucht die Europäische Union die Emission von Treibhausgasen zu steuern. Im Dezember 2006 schlug die EU-Kommission vor, den Flugverkehr in das EU-Emissionshandelssystem aufzunehmen. Fluggesellschaften müssen ab 2012 Emissionsrechte auf Flugstrecken, die Flughäfen der EU berühren, nachweisen.
Zusätzlich können Passagiere ihre CO2-Emissionen durch Spenden an Organisationen wie z. B. Atmosfair, myclimate und Klima-Kollekte kompensieren.

## Gesetzliche Bestimmungen
Gesetzliche Bestimmungen sind im Luftfahrtrecht enthalten.